# دهستان جنت‌آباد
 جنت‌آباد، دهستانی است از توابع بخش جنت‌آباد شهرستان صالح‌آباد در استان خراسان رضوی.
این دهستان بر اساس سرشماری سال ۱۳۸۵ جمعیت آن (۲٫۱۲۹خانوار) ۱۰٫۰۸۷نفر 
بوده‌است.